# Żubr (bia)
Bia Żubr (tiếng Ba Lan nói về Bison) là một loại bia Ba Lan được sản xuất bởi hãng Kompania Piwowarska SA. Nó trước đây được gọi là Dojlidy, tên của nhà máy bia ở quận Białystok của Dojlidy, nơi nó được sản xuất.

## Nhãn hiệu
Żubr đã được sản xuất kể từ khi Nhà máy bia Dojlidy mở cửa vào năm 1768. Nhà máy bia dựa trên Białystok đã được mua bởi công ty con SABMiller, Kompania Piwowarska SA vào năm 2003. Bia chứa 12,1% (tính theo trọng lượng) hàm lượng chiết xuất và 6,0% độ cồn. Hiện tại, nó được sản xuất tại ba nhà máy bia Kompania Piwowarska: Białystok, Poznan và Tychy.

## Tiếp thị
Nó được bày bán trên khắp Ba Lan, và cũng bày bán với nhiều giấy phép hợp lệ ở Anh, do nhu cầu về bia từ dân số Ba Lan ở Anh. Nó hiện là loại bia phổ biến thứ hai ở Ba Lan, với 14% kiểm soát thị trường. Nó khá hiếm ở Hoa Kỳ, mặc dù gần đây nó đã bắt đầu được bán xung quanh khu vực Chicago bởi các nhà bán lẻ khác nhau.
Các lon và chai sử dụng một bao bì màu xanh lá cây đặc biệt. Logo nổi bật với hình ubr, hoặc bò Bison châu Âu.

## Prażubr, Bizon và Mitchizon
Vào tháng 4 năm 2016, Kompania Piwowarska đã tung ra một loại bia đặc biệt khác trên thị trường. Prażubr là một loại bia lager chưa tiệt trùng với độ đắng vừa phải và nồng độ cồn 5%. Nó có sẵn trong chai có thể trả lại và trong lon 500 ml. Công thức của ông được phát triển tại nhà máy bia Dojlidy Białystok. Tên của sản phẩm đề cập đến bò rừng thảo nguyên - một động vật có vú từ thời kỳ Pleistocene, liên quan đến bò rừng châu Âu ngày nay. Điểm quảng cáo cũng nhấn mạnh sự tương đồng giữa các loài này. Trang web của sản phẩm là http://www.prazubr.pl/ Lưu trữ ngày 12 tháng 5 năm 2016 tại Wayback Machine. Liên kết đến video về Prażubr: https://www.youtube.com/watch?v=zxD31jsiyu8 KuchenkaZGazem's bình luận tại https://www.youtube.com/watch?v=zxD31jsiyu8 là một "Prabizon" APA 2022. Rafal Rodziewicz đã trả lời, rằng năm 2022 sẽ là "Bizon", nhưng vào năm 2030 (có thể là đầu năm 2030), họ sẽ sản xuất một "Mitchizon".